# Vietnamesische Badmintonmeisterschaft 2006
Die Vietnamesische Badmintonmeisterschaft 2006 fand vom 5. bis 10. September 2006 im Trịnh Hoài Đức Gymnasium in Hanoi statt. Am Turnier nahmen 110 Athleten (60 Männer und 50 Frauen) aus 18 Vereinen teil.

## Medaillengewinner
| Disziplin    | Gold                                | Silber                                 | Bronze                           |
| ------------ | ----------------------------------- | -------------------------------------- | -------------------------------- |
| Herreneinzel | Nguyễn Tiến Minh                    | Nguyễn Quang Minh                      | Nguyễn Huy Giang                 |
| Dameneinzel  | Nguyễn Thị Bình Thơ                 | Lê Ngọc Nguyên Nhung                   | Lê Thị Thanh Thủy                |
| Herrendoppel | Trần Thanh Hải Nguyễn Tiến Minh     | Văn Tuấn Kiệt Huỳnh Nguyễn Khang       | Nguyễn Huy Giang Nguyễn Đức Mạnh |
| Damendoppel  | Lê Thị Thanh Thủy Thái Thị Hồng Gấm | Đặng Thái Như Đặng Thái Anh Thư        | Ngô Hải Vân Vũ Thị Phương Liên   |
| Mixed        | Nguyễn Hoàng Long Ngô Hải Vân       | Nguyễn Quang Minh Lê Ngọc Nguyên Nhung | Lê Quang Thoại Đặng Thái Anh Thư |